# Девізоров Максим Володимирович
Макси́м Володи́мирович Девізо́ров (нар. 3 лютого 1996, Рівне[джерело?]) — український актор кіно і театру.

## Життєпис
Народився 3 лютого 1996 року у Рівному[джерело?]. У 2 роки переїхав до Києва[джерело?]. В акторську професію потрапив в ранньому дитинстві. Ще коли ходив в дитячий садок, Максим разом з братом пройшли кастинг, після якого вони знімалися в рекламі та телешоу. У шкільні роки був ведучим телевізійного проекту «Підсумочки» на Першому Національному каналі. Також грав роль привида в програмі «Обережно, діти». 2009 року Максим Девізоров став частиною першого в Росії музичного спектаклю, ролі в якому виконують тільки діти — «Кольорові сни Еколь». Займався в творчих колективах «Республіка Kids», модельному агентстві «Парадіз». Зніматися почав з 2012 року — з'явився в ролі Ярика у російському молодіжному багатосерійному фільмі «Після школи», який транслювався на російському Першому каналі.
Закінчивши школу ходив до Київського національного університету театру, кіно і телебачення імені Івана Карпенка-Карого на підготовчі акторські курси, вирішив вступати до театрального вишу. Однак з першого разу йому це не вдалося. Вступив до Київського національного університету культури і мистецтв на факультет сценічного мистецтва (творча майстерня Ніни Гусакової). 2019 року отримав диплом за спеціальністю «Режисер драматичного театру».
2017 року став актором «Театру-студії 11» (художній керівник — Влада Білозоренко). Грає у виставах «Політ над зозулиним гніздом» у ролі Вождя, «Хамелеон» у ролі Фредеріка Бурдена, «Тату, ми всі в тумані», «Поїхати не можна залишитися».
Широка популярність прийшла до нього після ролі Дениса Денисенка в молодіжному детективі «Перші ластівки». Продовжив зніматися у «Перші ластівки: Zалежні» 2020 року. Того ж року на екрани вийшла комедія «Fake», в якій актор зіграв одну з головних ролей — Марка.
Восени 2021 року взяв участь у зйомках воєнної драми, повнометражного фільму «Мирний-21», прем'єра якого відбулася на початку 2023 року.
З початком повномасштабного вторгнення РФ вступив до лав Збройних сил України (103 ОБрТрО).

### Особисте життя
У 2020 році перебував у стосунках з акторкою Лілією Цвєліковою, з якою познайомився на знімальному майданчику.
Восени 2021 року під час прослуховування на виставу познайомився із акторкою Світланою Гордієнко, з якою згодом почав зустрічатися. У травні 2022-го пара одружуються. Весілля відбулося у Дніпрі, куди Максим приїхав на один день зі служби в ЗСУ. У липні 2024 стало відомо, що подружжя розлучилось, пробувши у шлюбі трохи більше двох років.

## Ролі в театрі
Театр-студія «11» (м. Київ)
Київський академічний театр драми і комедії на лівому березі Дніпра
- 2021 — «Поїхати. Не можна. Залишитися» за п’єсою «Залишитись не можна поїхати» Ігоря Носовського; реж. Тетяна Губрій — Макс
- 2021 — «Моменти/Momenti»; реж. Маттео Спіацці (Італія)

## Фільмографія
Кіно
- 2019 — Номери — Одиннадцятий[13]
- 2022 — Найкращі вихідні — Льоня[14]
- 2023 — Мирний-21 — Добер

Телебачення
- 2012 — Після школи — Ярик
- 2016 — Агенти справедливості — Макс
- 2017 — Той, хто не спить — мажор
- 2018 — Краса потребує жертв — Кирило
- 2018 — Виходьте без дзвінка — офіціянт
- 2019 — Новенька — Влад
- 2019 — Перші ластівки — Денис Денисенко
- 2020 — Дільничний з ДВРЗ — Семен
- 2020 — Лікар Віра
- 2020 — Перші Ластівки. Zалежні — Назар Левицький
- 2020 — Fake — Марк

## Нагороди
- Орден «За заслуги» III ст. (8 вересня 2023) — за вагомий особистий внесок у розвиток української кінематографії, заслуги у захисті державного суверенітету та територіальної цілісності України, багаторічну сумлінну працю[15][16]